# Ганс-Дітер Кляйн
Ганс-Дітер Кляйн (нім. Hans-Dieter Klein; *13 жовтня 1940) — доктор філософії, професор, сучасний австрійський філософ, емеритований професор філософії Віденського університету (Австрія).

## Біографія
З 1953 по 1963 рр. Ганс-Дітер Кляйн спочатку вивчав композицію у Віденській Академії музики та образотворчого мистецтва, а потім філософію та музикознавство у Віденському університеті. У 1962 р. він захистив докторську дисертацію на тему «Монада Лейбніця як «Я» та субстанційна форма» (Leibnizens Monade als Ich und substantielle Form, Відень, 1962).
У 1969 р. Ганс-Дітер Кляйн захистив у Віденському університеті другу, габілітаційну дисертацію з філософії на тему «Поняття та метод філософії» (Begriff und Methode der Philosophie, Відень, 1969). З 1975 р. Ганс-Дітер Кляйн був спочатку екстраординарним професором, а з 1982 р. — ординарним професором філософії Віденського університету.
У 1988 р. Ганс-Дітер Кляйн був обраний членом-кореспондентом, а у 1990 р. — дійсним членом Австрійської Академії наук. 
З 1991 р. Ганс-Дітер Кляйн є президентом Міжнародного Товариства «Система філософії» (System der Philosophie).

## Основні праці
- Vernunft und Wirklichkeit.
- Band I: Untersuchungen zur Kritik der Vernunft, Wien und München 1973. 329 S.
- Band II: Beiträge zur Realphilosophie, Wien und München 1975. 460 S.
- Geschichtsphilosophie. Eine Einführung; Literas-Verlag, 6.unveränderte Auflage Wien 2005 ISBN 3-85429-200-7
- Metaphysik. Eine Einführung. Wien 1984. 109 S.

## Переклади праць Ганса-Дітера Кляйна
- Кляйн, Ганс-Дитер (Вена, Австрия): Философия современности — попытка определения понятия / Перевел с немецкого Владимир Абашник // Культура у філософії XX століття. Матеріали IV Харківських міжнародних Сковородинівських читань (30 вересня — 1 жовтня 1997 р.) — Харків: Університет внутрішніх справ, 1997. — С. 51-54.